# Gerard van de Elzas

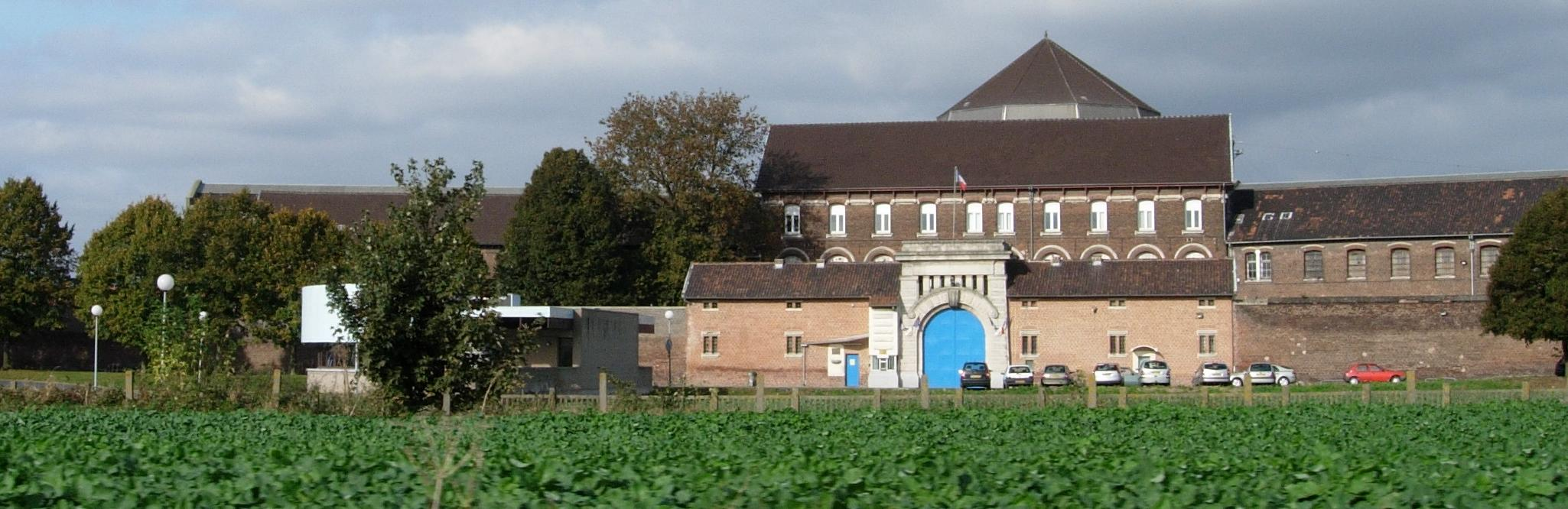
Cisterciënzerabdij Notre-Dame de Loo thans in gebruik als gevangenis

Gerard van de(n) Elzas (tweede helft twaalfde eeuw- 1207) was proost van het kapittel van Sint-Donaas in Brugge en kanselier van Vlaanderen.

## Levensloop
Gerard van den Elzas behoorde tot de grafelijke familie als buitenechtelijke zoon van de Vlaamse graaf Diederik van de Elzas. In dezelfde periode was zijn halfbroer Filips van de Elzas graaf van Vlaanderen (van 1168 tot 1191). Gerard bleef een lange tijd proost, van 1177 tot 1205. Hij was ook proost van het kapittel in Sint-Omaars. In 1205 nam hij afscheid van de wereld en trad in bij de, door zijn vader op 11 december 1149 gestichte cisterciënzersabdij van Loos bij Rijsel, waar hij in 1207 overleed. Na zijn vertrek bleef het ambt een tijdlang vacant en trad de deken in plaats van de proost op.